# Adolph Diesterweg

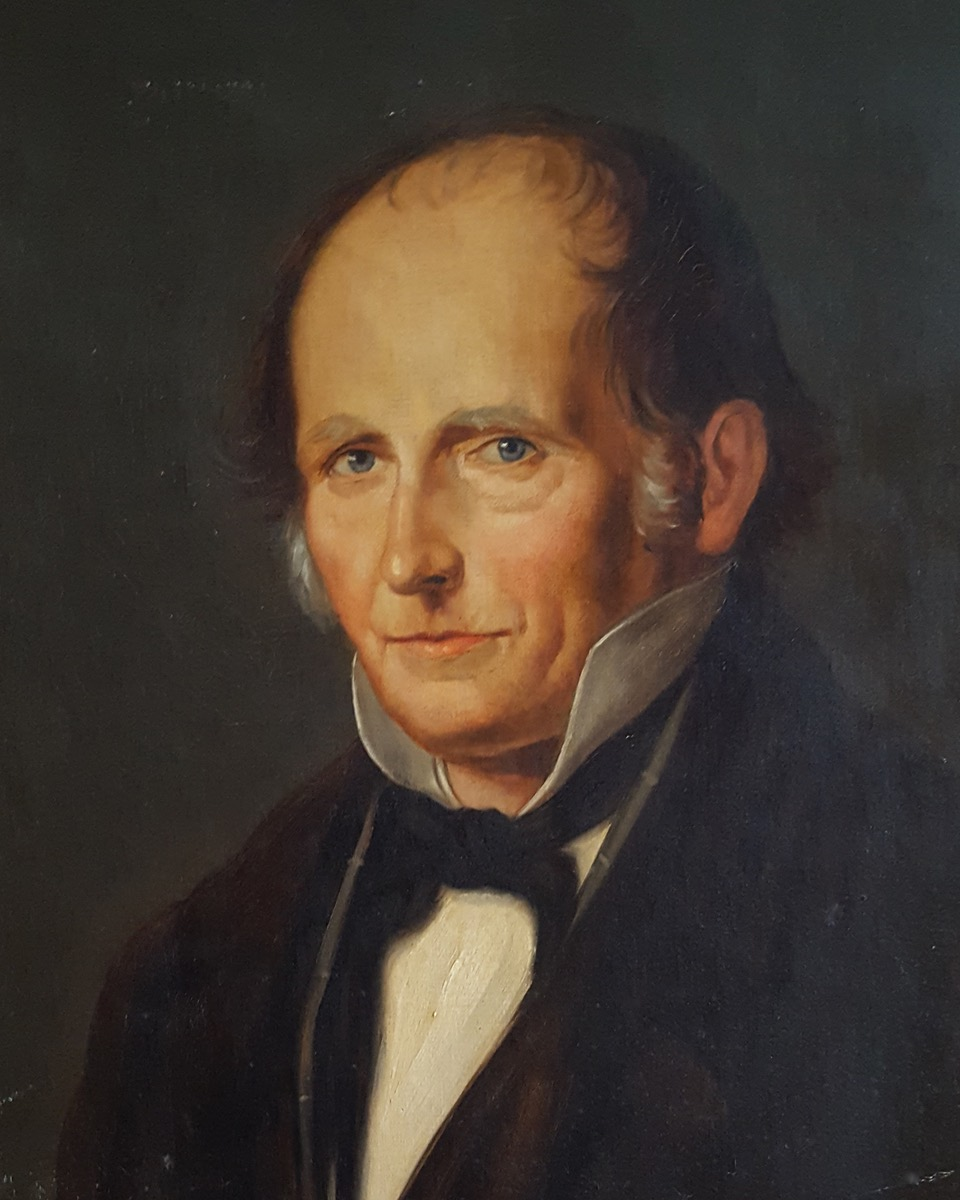
Adolph Diesterweg

Friedrich Adolph Wilhelm Diesterweg (* 29. Oktober 1790 in Siegen; † 7. Juli 1866 in Berlin) war ein deutscher Pädagoge.

## Leben
Ab Mai 1808 studierte Diesterweg an der Hohen Schule Herborn „philosophische Disziplinen“ – außer den gewöhnlich vorbereitenden philosophischen und philologischen Studien waren das Pädagogik, Mathematik und Naturkunde. Als sein Bruder Wilhelm in Mannheim war, kam Adolph Diesterweg am 26. April 1809 nach Heidelberg. Studiert hat er dort wohl nicht. Am 26. Oktober 1809 immatrikulierte er sich an der Eberhard Karls Universität Tübingen für Mathematik. Er schloss sich sogleich der im Januar 1807 gestifteten (Nieder) Schwäbischen Landsmannschaft – Corps Suevia I (Inferior) an.

### Berufliche Entwicklung und Bedeutung für das Erziehungssystem
Diesterweg war von 1811 bis 1813 Haus- und Gymnasiallehrer in Worms und Mannheim, von 1813 bis 1818 in Frankfurt am Main, dann bis 1820 zweiter Rektor an der Lateinschule Elberfeld, wo er die prägende Bekanntschaft mit Johann Friedrich Wilberg machte, ab 1820 Leiter des Lehrerseminars in Moers und von 1832 bis 1847 in Berlin tätig. Er engagierte sich für die Verbesserung der Volksschule und trat für eine verbesserte pädagogische Bildung und die soziale Anerkennung der Volksschullehrer ein. Als Anhänger Johann Heinrich Pestalozzis und Verbreiter seiner Ideen vertrat er Anschauung und Selbsttätigkeit als didaktische Grundsätze. Er gab diesen Grundsätzen jedoch eine politische Eintönung durch das von ihm festgesetzte Ziel der Heranbildung eines mündigen und kritischen Staatsbürgers. Die Volksbildung gewann für Diesterweg den Charakter der Volksbefreiung. Inhaltlich löste Diesterweg sich von der heimatkundlich orientierten Anschauungsdidaktik ab, indem er eine auf astronomische Themen erweiterte Weltkunde forderte. 1827 begründete er die Rheinischen Blätter für Erziehung und Unterricht, und 1840 erschien erstmals seine später mehrfach neu aufgelegte und überarbeitete Populäre Himmelskunde.
Neben seiner pädagogischen Tätigkeit war Diesterweg auch sozialpolitisch engagiert. Im Jahr 1844 gingen von ihm wesentliche Anregungen zur Gründung des Centralverein für das Wohl der arbeitenden Klassen aus. Dem Liberalismus verbunden, wandte er sich in der Schulpolitik sowohl gegen einen starken kirchlichen als auch politischen Einfluss auf die Bildung. Er forderte eine pädagogisch-fachliche (und nicht mehr geistliche) Schulaufsicht und eine einheitliche Schulorganisation, das heißt, er wollte eine Professionalisierung des Lehrerstandes erreichen. Außerdem kämpfte er für die relative Autonomie der Schule gegenüber den gesellschaftlichen Mächten. Seinen großen Einfluss auf die Lehrerschaft der damaligen Zeit verdankt er vor allem seiner Zeitschrift Rheinische Blätter für Erziehung und Unterricht, die er ab 1827 herausgab, aber auch seinem Jahrbuch für Lehrer- und Schulfreunde ab 1851.
Aus politischen Gründen wurde Diesterweg 1850 aus dem Staatsdienst entlassen und in den Ruhestand versetzt. Von 1850 an besuchte er mehrere Male den berühmten Pädagogen Friedrich Fröbel bis zu dessen Tod 1852 im Marienthaler Schlösschen bei Bad Liebenstein. Von 1858 bis 1866 kämpfte Diesterweg als Abgeordneter der Deutschen Fortschrittspartei im Preußischen Abgeordnetenhaus gegen die Raumer-Stiehlschen Regulative.
Im Alter von 75 Jahren erlag er der Cholera. Sein jüngster Sohn Moritz Diesterweg gründete den Verlag Moritz Diesterweg.

### Bedeutung für die Reformpädagogik
Winfried Böhm erläutert in seiner Geschichte der Pädagogik, dass „die Idee einer „naturgemäßen“ oder „natürlichen“ Erziehung im Sinne der begleitenden Unterstützung natürlicher Reifungs- und Wachstumsprozesse vor allem bei Diesterweg pädagogisch durchdacht und begrifflich gefasst“ wird. Damit nimmt Diesterweg, nach Böhm, „viele Grundgedanken und -thesen der späteren Reformpädagogik um fast einhundert Jahre vorweg. In der um 1820 herum heftig geführten Auseinandersetzung um Naturalismus oder Supranaturalismus, Pädagogik oder Kirchendoktrin ergreift er massiv Partei für den Naturalismus.“ Als entscheidendes Argument Diesterwegs für den Naturalismus führt Böhm folgendes an:

„Während der pädagogische Supranaturalismus – geblendet von der christlichen Erbsündenlehre und dem negativen Menschenbild des Pietismus – die Menschennatur knickt, statt sie zu entfalten‘ und ‚das Kind zur Passivität verdammt, statt die Selbsttätigkeit zu entwickeln‘, geht der Naturalismus ‚vom Kinde aus‘ und nimmt dessen natürliche Neigungen, Interessen und Bedürfnisse zum pädagogischen Richtmaß: Nicht das Kind einer äußeren Ordnung unterwerfen, es vielmehr sich frei entfalten und spontan entwickeln lassen, wird zur pädagogischen Maxime schlechthin.“

## Ehrungen
Diesterweg wurde auf dem Alten St.-Matthäus-Kirchhof in Berlin-Schöneberg im Feld J, J-S-001/002 beigesetzt. Die Grabstätte wurde bis 2010 als  Ehrengrab des Landes Berlin, in dessen Obhut sie sich seit 1952 befand, gepflegt. Ein Senatsbeschluss hatte zuvor den ursprünglich unbefristeten Ehrengrabstatus zeitlich begrenzt. Seither besteht eine private Grabpatenschaft für Diesterwegs Ruhestätte. Nach ihm wurden viele Schulen, zum Beispiel in Bielefeld, Frankfurt am Main, Lutherstadt Wittenberg und Werdau, Straßen und Einrichtungen sowie die Volkssternwarte Adolph Diesterweg in Radebeul benannt. Sowohl die Deutsche Bundespost Berlin als auch die Deutsche Post (DDR) gaben zum 200. Geburtstag Diesterwegs im Jahr 1990 eine Sonderbriefmarke heraus.
Das erste Bildungsstipendium für Familien in Deutschland heißt „Diesterweg-Stipendium für Kinder und ihre Eltern“. Es wurde im Jahr 2008 von der Stiftung Polytechnische Gesellschaft initiiert und Mitte 2016 in Frankfurt am Main, Darmstadt, Dortmund, Duisburg, Hamburg, Hannover, Kirn, Offenbach am Main und Osnabrück durchgeführt. Diesterweg gehörte 1816 zu den Gründern des Frankfurter Bürgervereins Polytechnische Gesellschaft.

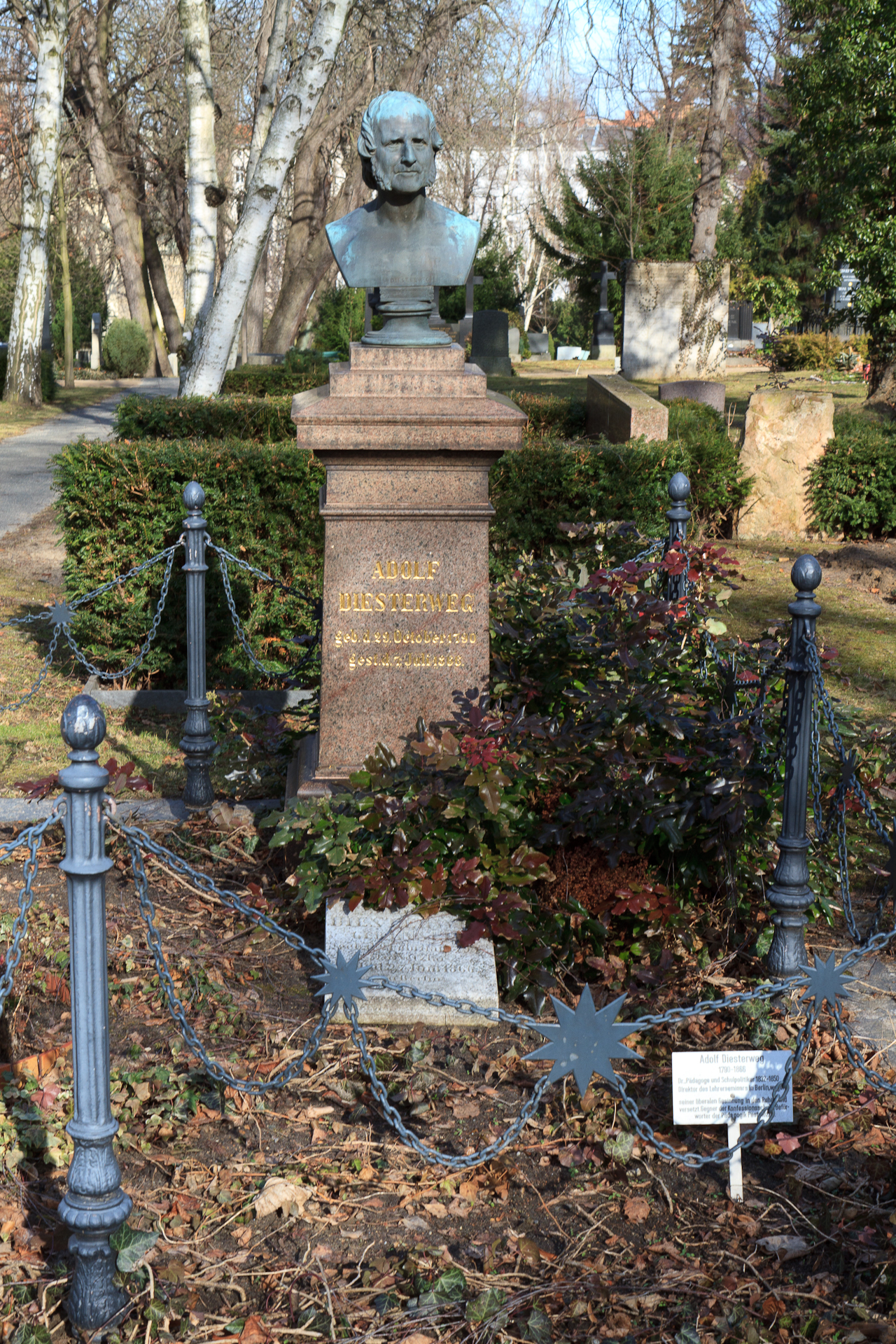
Grab in Berlin-Schöneberg
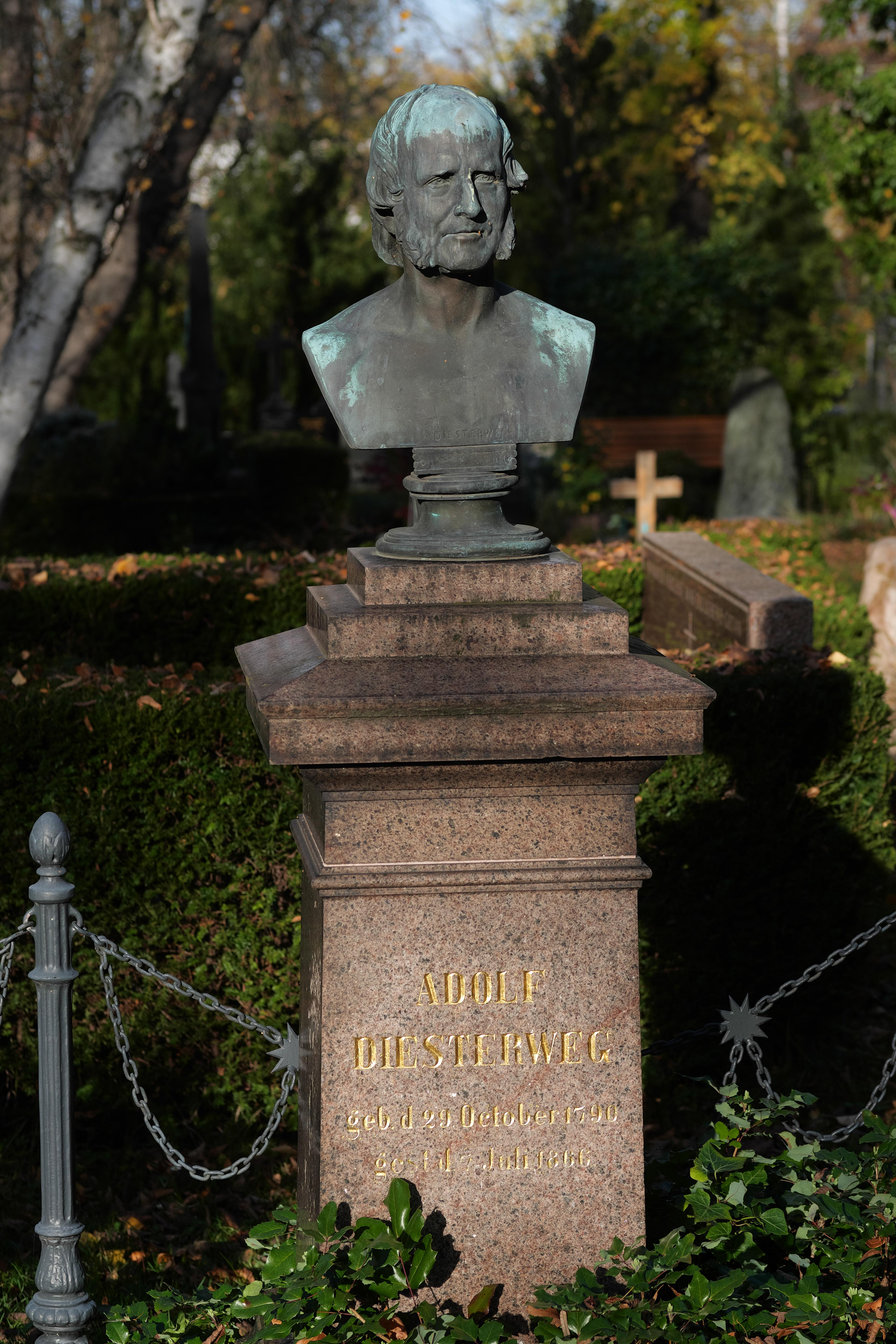
Grabstele auf dem Alten Sankt-Matthäus-Kirchhof in Berlin-Schöneberg
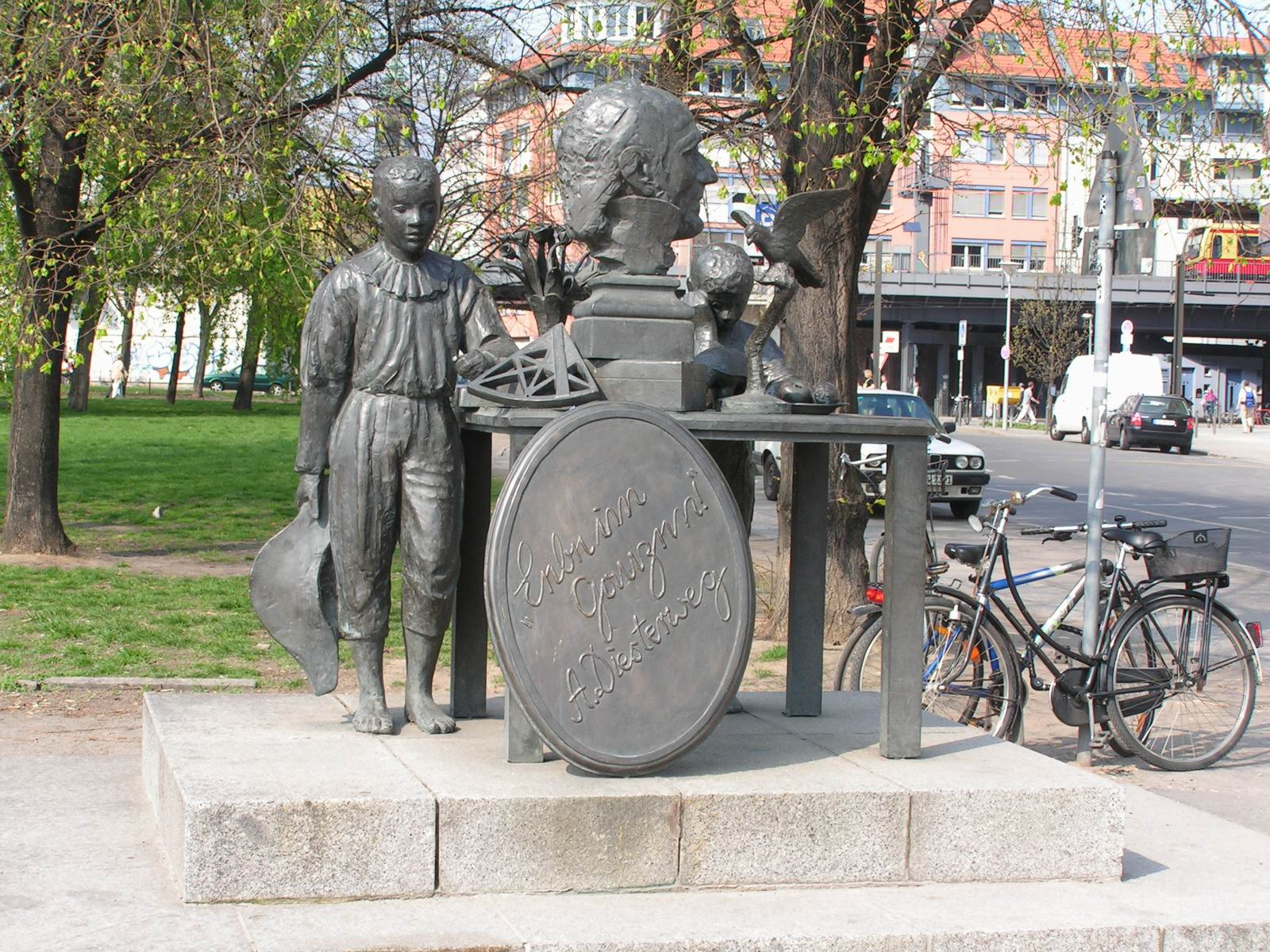
Denkmal an der Burgstraße in Berlin-Mitte
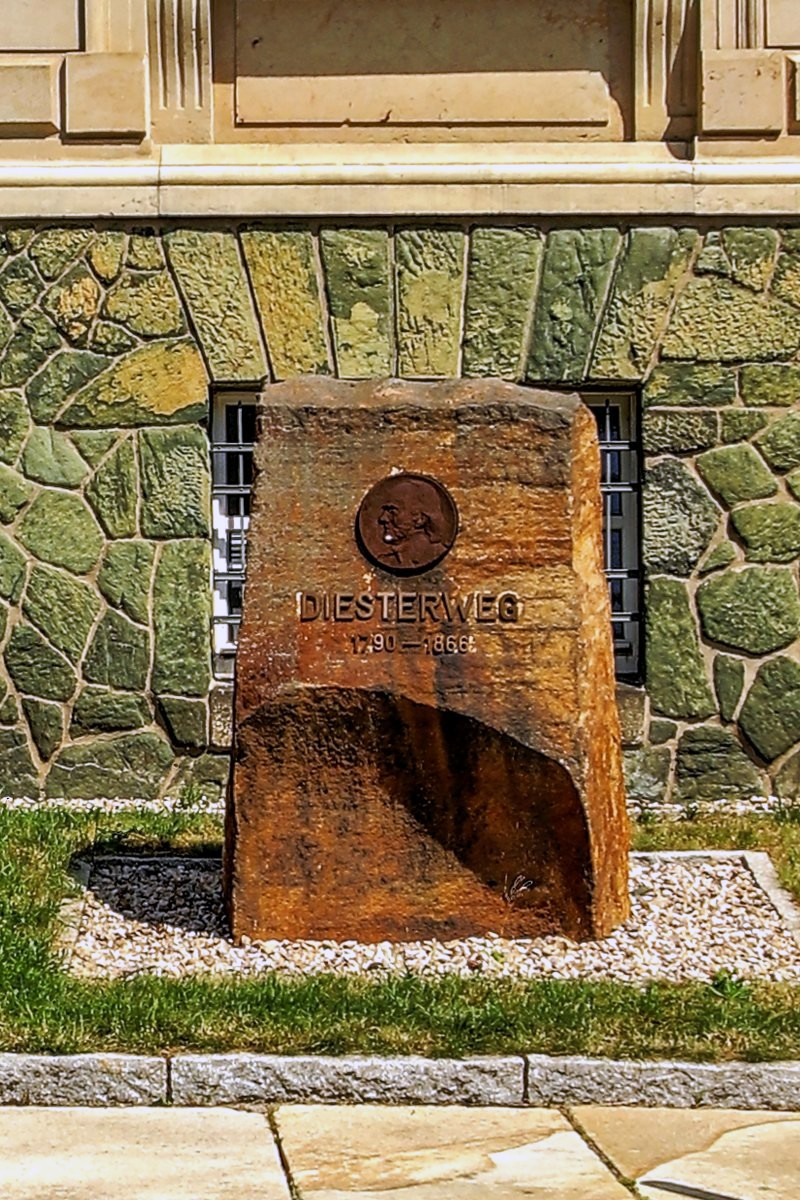
Gedenkstein vor der Diesterwegschule in Geringswalde
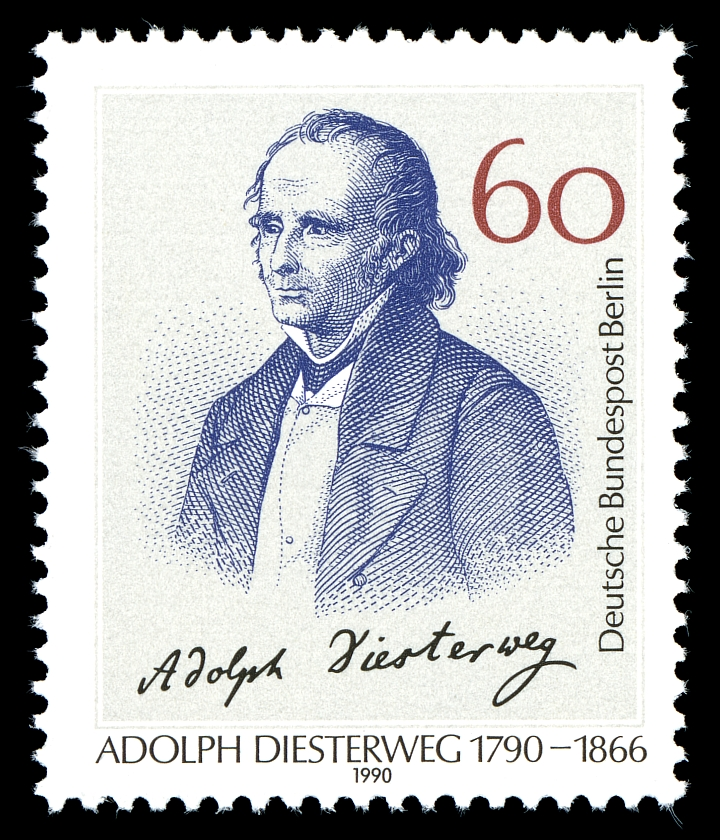
Deutsche Bundespost Berlin 1990

## Schriften
Diesterweg verfasste 50 Bücher und veröffentlichte 400 Abhandlungen. Er schrieb etliche Rezensionen und zielte mit seinen Veröffentlichungen auf Eigenverantwortung, Kritik und weltoffenes Denken.
- Praktisches Rechenbuch für Elementar- und höhere Bürger-Schulen. Elberfeld, Büschler 1828 (Digitalisierte Ausgabe der Universitäts- und Landesbibliothek Düsseldorf)
  - 1. Übungsbuch, 13. Auflage. 1841.
  - 1. Übungsbuch, 12. Auflage. 1839.
  - 2. Übungsbuch, 6. Auflage. 1840.
  - 3. Übungsbuch, 1828.
- Über das Verderben auf den deutschen Universitäten. Bädeker, Essen 1836. (Digitalisat und Volltext im Deutschen Textarchiv)
- Ausgewählte Schriften. 4 Bände. Hrsg. E. Langenberg. 1876–1878, 2. Auflage (1890–1891) (Digitalisat)
- Schriften und Reden in 2 Bänden. Hrsg. Heinrich Deiters. Berlin 1950.
- Volksbildung als allgemeine Menschenbildung. Ausgewählte bildungspolitische, sozialpolitische und pädagogische Schriften und Reden in zwei Bänden. Eingeleitet, ausgewählt und erläutert von Gert Geißler und Karl-Heinz Günther. DDR-Ausgabe: Mit einem Geleitwort von Gerhart Neuner. Volk und Wissen Volkseigener Verlag, Berlin-Ost 1989. BRD-Ausgabe: Mit einem Geleitwort von Bruno H. Reifenrath. Verlag Moritz Diesterweg, Frankfurt am Main 1989.
- Wegweiser zur Bildung für deutsche Lehrer. Bearbeitet und herausgegeben von F. A. W. Diesterweg. 4. Auflage. Bädeker, Essen 1850–1851.
  - Erster Band 1850 in der Google-Buchsuche
  - Zweiter Band 1851 in der Google-Buchsuche
  - 6. Auflage: Als Jubiläumsausgabe zu Diesterwegs hundertjährigem Geburtstag am 29. Oktober 1890 bearbeitet und herausgegeben von Karl Richter. Mit dem Bildnis Diesterwegs in Kupferstich. Diesterweg, Frankfurt am Main 1890.
    - Band 1, Das Allgemeine in der Google-Buchsuche-USA = archive.org

- Friedrich Adolph Wilhelm Diesterweg: Sämtliche Werke. Abteilung 1: Zeitschriftenbeiträge.
  - Band 1: Aus den „Rheinischen Blättern für Erziehung und Unterricht“ von 1827 bis 1829. Volk und Wissen, Berlin 1956
  - Band 2: Aus den „Rheinischen Blättern für Erziehung und Unterricht“ von 1830 bis 1832. Volk und Wissen, Berlin 1957
  - Band 3: Aus den „Rheinischen Blättern für Erziehung und Unterricht“ von 1833 bis 1835. Volk und Wissen, Berlin 1959
  - Band 4: Aus den „Rheinischen Blättern für Erziehung und Unterricht“ von 1836 bis 1839. Volk und Wissen, Berlin 1961
  - Band 5: Aus den „Rheinischen Blättern für Erziehung und Unterricht“ von 1840 bis 1842. Volk und Wissen, Berlin 1961
  - Band 6: Aus den „Rheinischen Blättern für Erziehung und Unterricht“ von 1843 bis 1845. Volk und Wissen, Berlin 1963
  - Band 7: Aus den „Rheinischen Blättern für Erziehung und Unterricht“ von 1846 bis 1848. Volk und Wissen, Berlin 1964
  - Band 8: Aus den „Rheinischen Blättern für Erziehung und Unterricht“ von 1849 bis 1850. Volk und Wissen, Berlin 1965
  - Band 9: Aus den „Rheinischen Blättern für Erziehung und Unterricht“ 1851; Aus dem „Jahrbuch für Lehrer und Schulfreunde“ 1851 und 1852. Volk und Wissen, Berlin 1967
  - Band 10: Aus den „Rheinischen Blättern für Erziehung und Unterricht“ 1852 und 1853; Aus dem „Jahrbuch für Lehrer und Schulfreunde“ 1853. Volk und Wissen, Berlin 1969
  - Band 11: Aus den „Rheinischen Blättern für Erziehung und Unterricht“ 1854; Aus dem „Jahrbuch für Lehrer und Schulfreunde“ 1854 und 1855. Volk und Wissen, Berlin 1972
  - Band 12: Aus den „Rheinischen Blättern für Erziehung und Unterricht“ 1856 und 1857; Aus dem „Pädagogischen Jahrbuch für Lehrer und Schulfreunde“ 1856 und 1857. Volk und Wissen, Berlin 1974
  - Band 13: Aus den „Rheinischen Blättern für Erziehung und Unterricht“ 1857 und 1858; Aus dem „Pädagogischen Jahrbuch für Lehrer und Schulfreunde“ 1858 und 1859. Volk und Wissen, Berlin 1976
  - Band 14: Aus den „Rheinischen Blättern für Erziehung und Unterricht“ 1859 und 1860; Aus dem „Pädagogischen Jahrbuch für Lehrer und Schulfreunde“ 1860 und 1861. Volk und Wissen, Berlin 1979
  - Band 15: Aus den „Rheinischen Blättern für Erziehung und Unterricht“ 1861 und 1862; Aus dem „Pädagogischen Jahrbuch für Lehrer und Schulfreunde“ 1862 und 1863; Aus dem preussischen Abgeordnetenhaus 1859 bis 1863. Volk und Wissen, Berlin 1984
  - Band 16: Aus den „Rheinischen Blättern für Erziehung und Unterricht“ 1863 und 1864; Aus dem „Jahrbuch für Lehrer und Schulfreunde“ 1864 und 1865; Aus dem preussischen Abgeordnetenhause 1863/1864. Volk und Wissen, Berlin 1987, ISBN 3-06-212616-7
  - Band 17: Aus den „Rheinischen Blättern für Erziehung und Unterricht“ 1865 und 1866; Aus dem „Jahrbuch für Lehrer und Schulfreunde“ 1866; Aus dem preussischen Abgeordnetenhause 1865/1866. Volk und Wissen, Berlin 1990, ISBN 3-06-212617-5
- Friedrich Adolph Wilhelm Diesterweg: Sämtliche Werke. Abteilung 2: Verstreute Beiträge und selbständige Schriften.
  - Band 18: Verstreute Beiträge, Schulreden und aus den Nachlaß veröffentlichte Aufsätze. Luchterhand, Neuwied [u. a.] 1998, ISBN 3-472-00875-X
  - Band 19: Texte aus den Jahren 1817 bis 1838. Luchterhand, Neuwied [u. a.] 1999, ISBN 3-472-00876-8
  - Band 20: Texte aus den Jahren 1842 bis 1857. Luchterhand, Neuwied [u. a.] 2000, ISBN 3-472-00877-6
  - Band 21 [noch nicht erschienen: Wegweiser für die Bildung deutscher Lehrer][10]
  - Band 22 [noch nicht erschienen: Wegweiser für die Bildung deutscher Lehrer][10]
  - Band 23: Briefe, amtliche Schreiben und Lebensdokumente aus den Jahren 1810 bis 1832. Luchterhand, Neuwied [u. a.] 2003, ISBN 3-472-00880-6
  - Band 24: Briefe, amtliche Schreiben und Lebensdokumente aus den Jahren 1832 bis 1847. Akademie Verlag, Berlin 2014, ISBN 978-3-05-005682-1
  - Band 25 [noch nicht erschienen: Briefe, amtliche Schreiben und Lebensdokumente][10]
  - Band 26 [noch nicht erschienen: Register][10]